# Kaïss Al Zoubeidi
Kaïss Al Zoubeidi (arabe : قيس الزبيدي), né en 1939 à Bagdad et mort le 1er décembre 2024, également orthographié Qais Al-Zubaidi ou Kays Al Zbaide, est un réalisateur, scénariste, écrivain et théoricien du cinéma et du montage d'origine irakienne. Dans les années 1960, il étudie le montage et la photographie à l'Institut supérieur du cinéma en Allemagne de l'Ouest, puis travaille comme réalisateur, chef opérateur et scénariste. Il a réalisé un certain nombre de films documentaires et fictionnels sur la Palestine, dont certains ont remporté des prix arabes et internationaux. Il est surtout connu pour ses films Al-ziyarah (1970), El Yazerli, Al-mughamara (tous deux en 1974), et Al-lail (1992).

## Filmographie

### Scénariste
- 1970 : Des hommes sous le soleil (ar) (Rijalun tahta ash-shams), de Nabil Al Maleh, Mohamed Chahine et Marwan Al Mouazzen

### Réalisateur
- 1970 : Al-ziyarah (en)
- 1974 : Al-mughamara
- 1974 : El Yazerli
- 1992 : Al-lail